# Pleurothallis mouraeoides
Pleurothallis mouraeoides är en orkidéart som beskrevs av Frederico Carlos Hoehne. Pleurothallis mouraeoides ingår i släktet Pleurothallis och familjen orkidéer. Inga underarter finns listade i Catalogue of Life.